# Radio City Music Hall

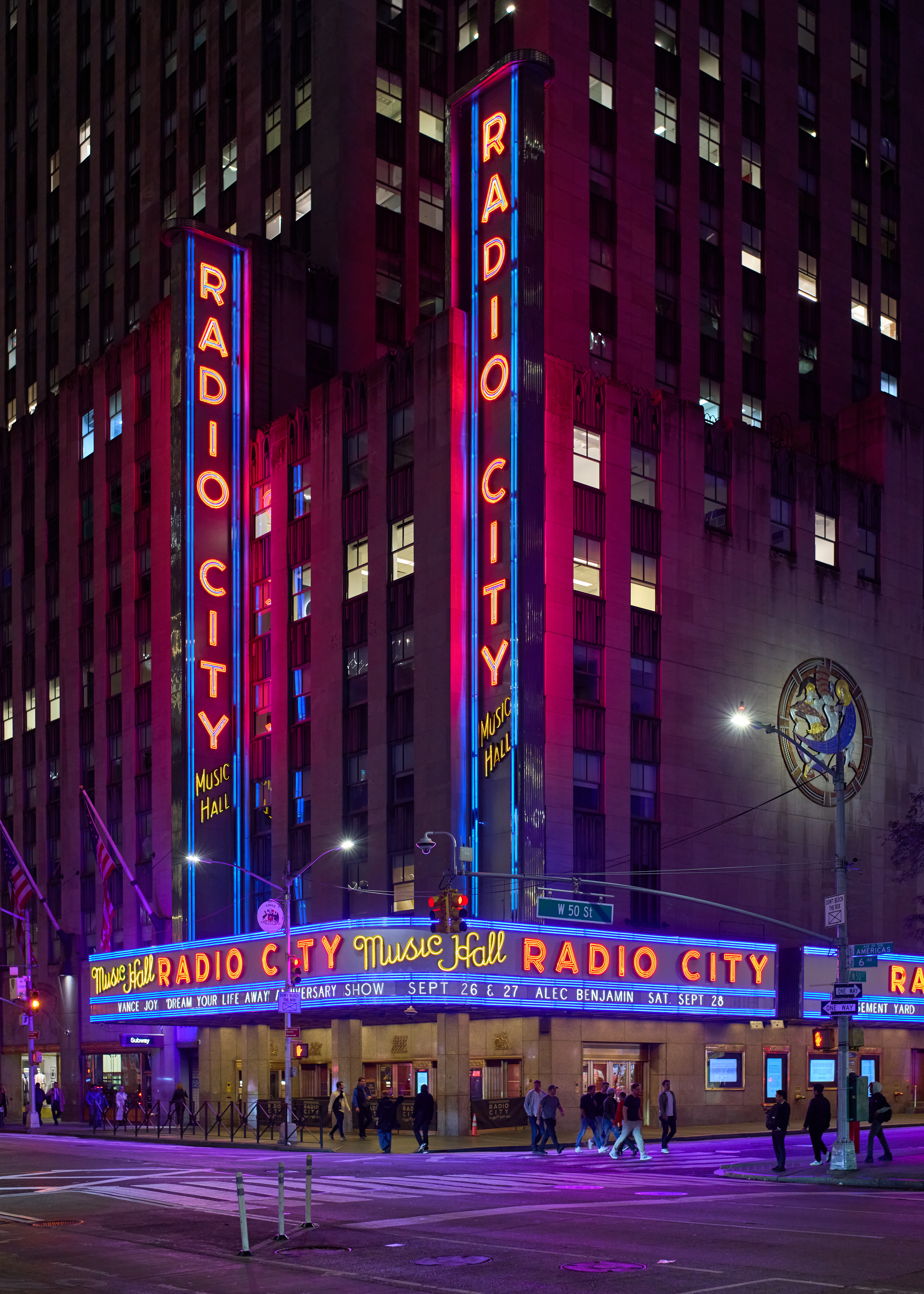
Radio City Music Hall bei Nacht (2024)

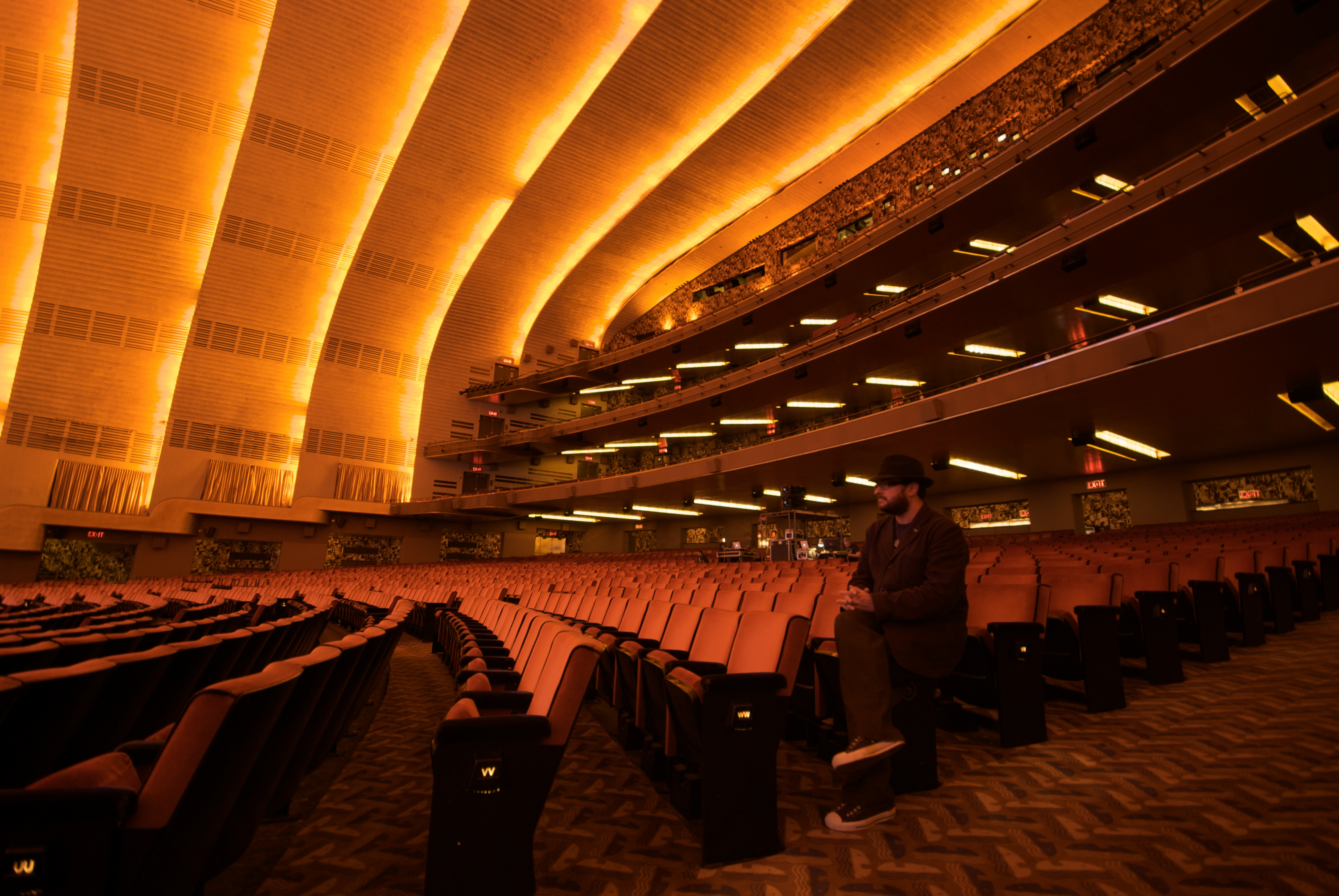
Innenansicht

Die Radio City Music Hall ist ein Konzertsaal im Herzen von Manhattan in  New York City. Das Gebäude gehört zum Rockefeller Center und liegt gegenüber dem Comcast Building, dem Hauptgebäude des Rockefeller Centers. Seit 2020 gehört es zur Madison Square Garden Entertainment Corporation.
Die Radio City Music Hall wurde in den 1920er Jahren erbaut und galt damals als Mekka der Radioausstrahlung der musikalischen Klänge. Für das Publikum öffnete das Theater am 27. Dezember 1932 mit einer spektakulären Bühnenshow. Die als Rückkehr zum hochklassigen Varieté geplante Darbietung hatte jedoch nicht den erhofften Erfolg. Schon am 11. Januar 1933 wurde daher auf der riesigen Leinwand der erste Film gezeigt: Frank Capras The Bitter Tea of General Yen mit Barbara Stanwyck. Mit 5.933 Plätzen war die Radio City Music Hall weltgrößtes Filmtheater zur Zeit seiner Eröffnung. Bis 1979 wurden dort in bis zu vier Vorstellungen am Tag durch Live-Darbietungen umrahmte Filme gezeigt. Nach einem Umbau wurde die Halle 1980 wiedereröffnet und wurde seither nur noch gelegentlich als Kino benutzt. Schwerpunkt sind nun Shows und Konzerte. 
Seit 1999 werden die alljährlich stattfindenden MTV Video Music Awards dort abgehalten. Nachdem die Veranstaltung 2004 zwei Jahre in Folge in Miami stattfand, kehrte sie am 31. August 2006 in die Radio City Music Hall zurück. Seit 1997 (mit Ausnahme von 1999, 2011 und 2012) finden die Verleihungen der Tony Awards, der Preise für die besten Musicals und Theaterstücke am Broadway, hier statt.
The Rockettes der Radio City Music Hall gelten als eine der besten Showtanzgruppen der Welt. Die bekannteste Nummer ist die „Parade der Holzsoldaten“ aus der Weihnachtsshow „Radio City Christmas Spectacular“, die aber auch in den meisten übrigen Shows gezeigt wird. Ableger der Rockettes gingen auch auf Tournee und traten zeitweise in anderen Städten auf, z. B. in Las Vegas.
Von 2006 bis 2014 war sie Veranstaltungsort für den NFL Draft, bei der die Teams aus der NFL sich die Rechte an verfügbaren Amateur- und Jugendspielern sichern.